# História de Salto Grande

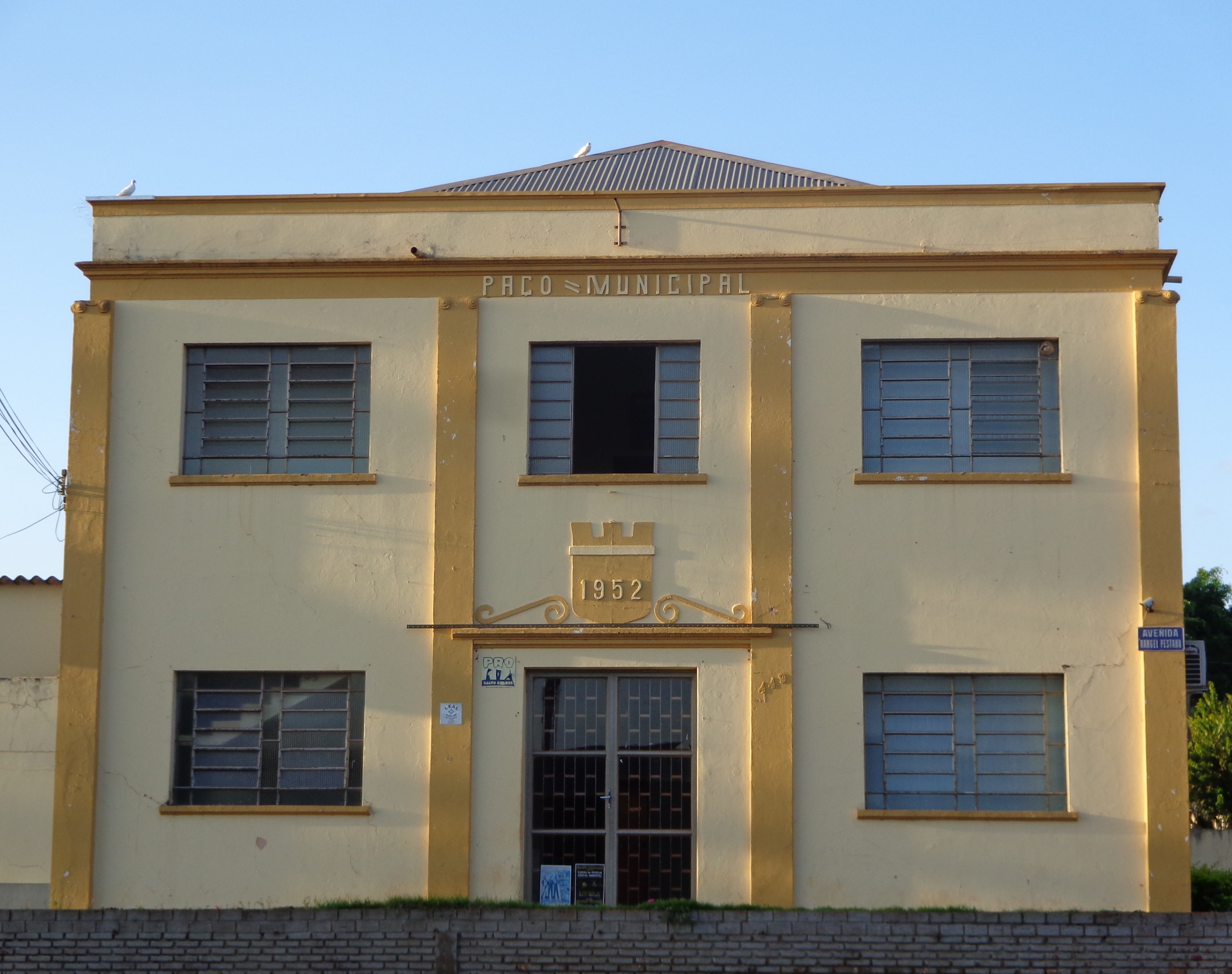
Paço municipal da cidade

A história da cidade de Salto Grande começou em torno de 1850,  possuindo assim um pouco mais de 165 anos de história, pouco, comparado aos mais de quinhentos anos de existência do país. Embora tenha sido marcada por uma relativa inexpressividade, seja do ponto de vista político ou econômico, durante o primeiro século desde sua fundação, Salto Grande destacou-se em diversos momentos como cenário de variados e importantes momentos de ruptura na história do Estado de São Paulo.

## Origens

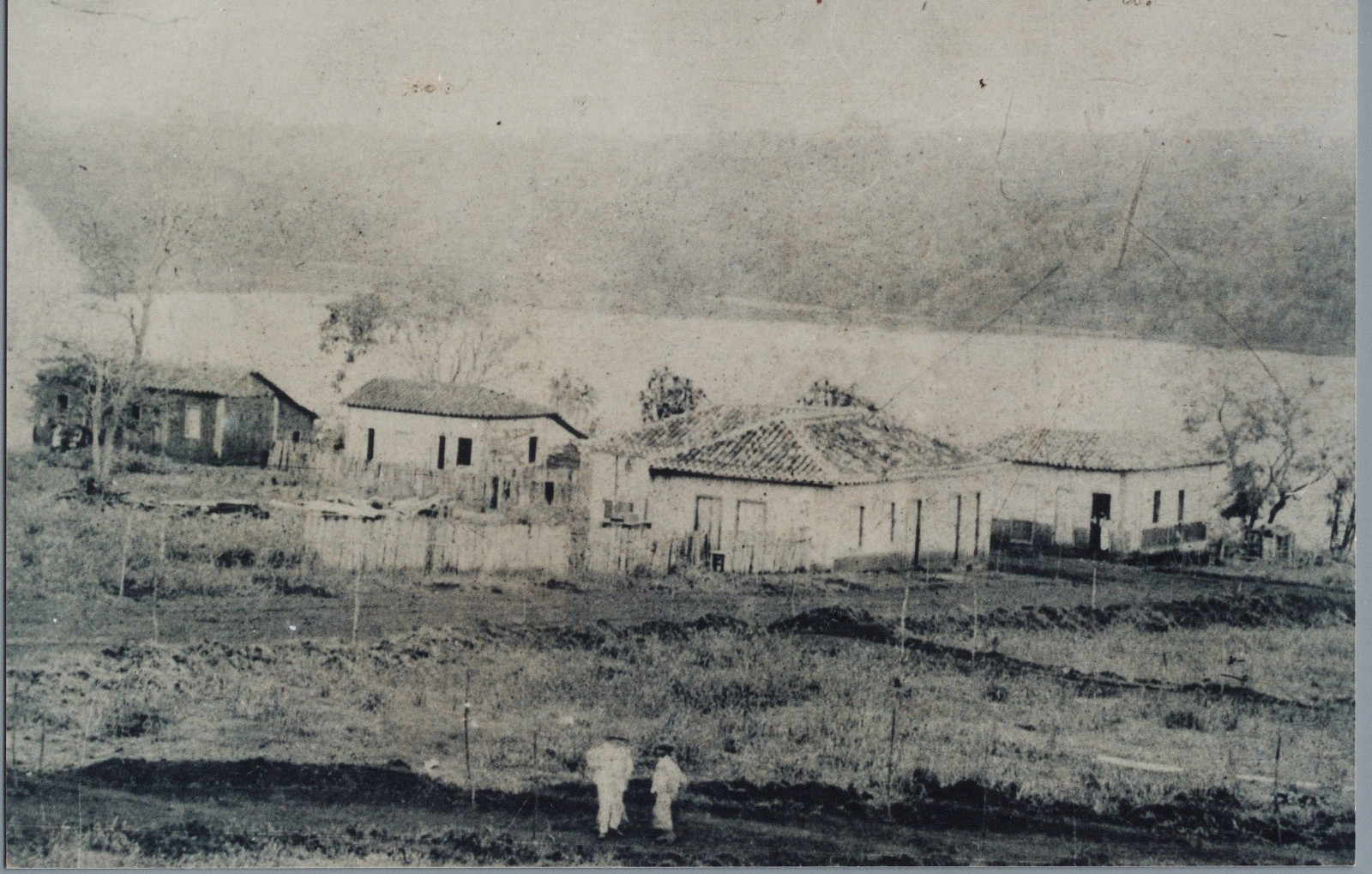
Foto da cidade tirada em 1887.

Os primeiros habitantes da região de Salto Grande foram os indígenas das etnias Caiuás, Guaranis e Xavantes, que habitavam as vertentes do Rio Paranapanema por volta de 1843. Viviam às margens do rio, onde o Estado de São Paulo se divide com o Estado do Paraná. As margens do rio eram revestidas de espessa mata, ainda virgem, com soberbas e frondosas perobas. Existem evidências de que em 1864 houve uma tentativa de aldeamento em Salto Grande do Paranapanema (antigo nome da cidade), pois em 31 de agosto de 1860, foi transcrita no Cartório de Registro de Imóveis de Santa Cruz do Rio Pardo, sob o número 1193, uma escritura de doação na qual consta como doadora dona Antônia Maria Batista e seu filho, Joaquim Antônio Moreira, e com donatária Nossa Senhora do Patrocínio.
No entanto, em 1856, José Teodoro de Souza já apresentara para registro uma posse de terras que principiava em Salto Grande e terminava na embocadura do Rio Tibagi. Foram então os desbravadores, como José Teodoro de Souza e o Coronel Pedro Silvio Pocay, que deram origem a um povoado na região. José Teodoro trouxe das terras de Minas Gerais seus familiares, parentes e amigos, e, reunindo homens fortes, desceu o Rio Turvo e o Rio Pardo, chegando a Salto Grande.
Por sua vez, o Coronel Pedro Silvio Pocay, imigrante italiano, que gostava de lidar com a terra, tratou logo de adquirir uma gleba de terras nas imediações do povoado. Como tinha um carisma especial no trato com as pessoas, conseguiu conquistar e dominar os habitantes do povoado, inclusive os remanescentes dos indígenas, que vinham da outra margem do rio Paranapanema, os quais os conquistava com pequenos presentes, com fósforos, toucinho, aguardente e outras bugigangas que eles aceitavam com alegria, e depois, quando ele tinha a confiança dos indígenas, o Coronel tomava suas terras e os deixava sem lar, obrigando eles a se mudar para conseguir sobreviver. Muitos entravam em depressão e passavam fome. Isso impunha temor por todos que o conheciam e também porque o Coronel Pocay tentava solucionar todos os problemas que lhe apresentavam. E na época, os indígenas e suas famílias eram vistos como "problemas". 
Com a ordem de exploração do rio Paranapanema, em 1886, dada pelo Conselheiro João Alfredo Correia, presidente da Província de São Paulo, chega à região uma comissão designada para a exploração, e com ela vem o engenheiro Teodoro Sampaio. Quando chegaram a essa região, encontraram algumas famílias no lugarejo, que viviam da caça, da pesca e do cultivo de produtos para sua subsistência. Teodoro Sampaio, em relatório de sua viagem exploratória, acerca do povoado por ele encontrado nessas terras, relata o seguinte:
Ergueu-se agora uma pequena povoação a margem paulista. Seus habitantes, todos muito pobres, possuem pequenas lavouras de cereais que apenas dão para o consumo local. Como lugar insipiente, não tinha nesta data nem comércio, nem mesmo comunicação postal com outros municípios vizinhos.
A região era repleta de grandes matas, animais ferozes e indígenas, sendo que estes últimos foram expulsos das terras onde viveram por séculos ou mortos, seguindo a lógica do genocídio indígena, em curso em diversos territórios indígenas. Os indígenas remanescentes eram forçados à catequese do frade Pacífico de Monte Falco, trazido da Itália pelo Barão de Antonina, possuidor de extensas sesmarias no norte do Paraná e sul de São Paulo. Assim começava a cidade de Salto Grande, sobre uma pequena coluna às margens dos rios Paranapanema e Novo, e, acima de tudo, com muito trabalho para ser colonizada e organizada. Em 14 de abril de 1891, por força do Decreto Lei Estadual 155, foi criado o Distrito Paz de Salto Grande do Paranapanema, pertencendo ao município de Santa Cruz do Rio Pardo e tendo como governador do Estado, na época, o Dr. Américo Brasiliense de Almeida Melo. A influência do Coronel Pedro Silvio Pocay fez com que, em 19 de dezembro de 1906, Salto Grande fosse elevado à categoria de Vila. O município de Salto Grande do Paranapanema foi criado somente em 27 de dezembro de 1911, por meio da Lei Estadual 1294, sendo desmembrado do município de Santa Cruz do Rio Pardo. Constituído do Distrito Sede.

## Depois da emancipação

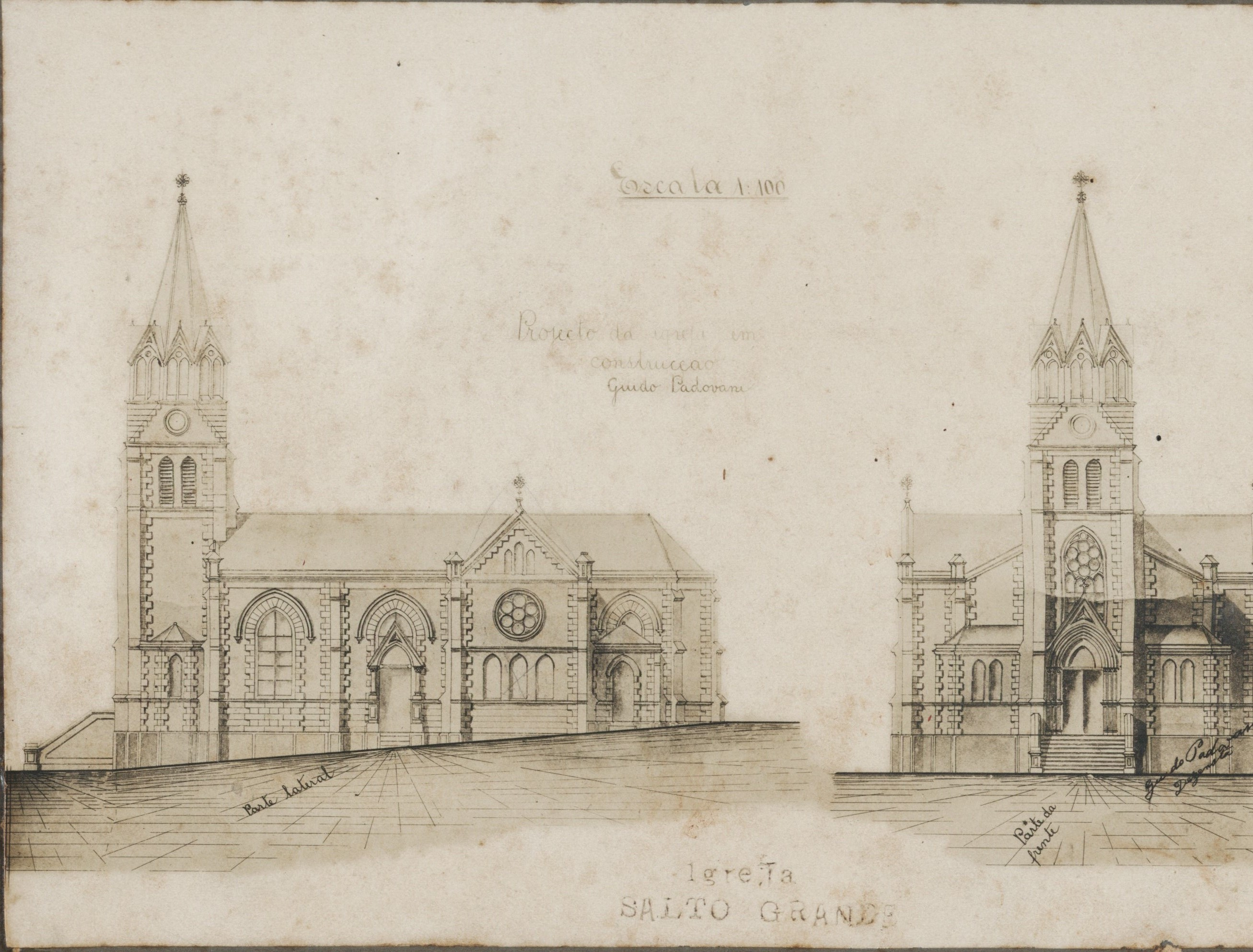
Projeto da Igreja Matriz, reailizado em 1910.

Em 12 de outubro de 1909, pelas mãos progressistas do engenheiro Dr. Alfredo Maia, foi inaugurada a Estação Ferroviária de Salto Grande, pertencendo à Estrada de Ferro Sorocabana – a parada servia de baldeação aos passageiros que possuíam como destino as cidades vizinhas, como a cidade de Jacarezinho, Paraná. Anos mais tarde, em 1956, um novo prédio da estação foi construído, permanecendo em atividade até o ano de 1990. Foi criado, em 1915, um distrito com a denominação Paz de Ourinhos, pela Lei Estadual nº 1484, de 13 de dezembro de 1915, pertencendo ao município de Salto Grande. Foi elevado à categoria de município com a atual denominação de Ourinhos, pela Lei 1618, de 13 de dezembro de 1918, desmembrado de Salto Grande. O nome do município foi modificado em 8 de dezembro de 1922, por força da Lei Estadual 1887, passando a denominar-se apenas Salto Grande (antes chamado de Salto Grande do Paranapanema).
Em 5 de dezembro de 1910, começou a ser erguida a Igreja Matriz de Salto Grande, quando foi concedia a licença pelo Bispo de Botucatu, Dom Lúcio Antunes de Souza, para o padre Dionísio Perini, Vigário de São Pedro do Turvo, benzer a primeira pedra. Na comissão de obras estavam, entre outros, o Coronel Pedro Silvio Pocay e o Coronel Virgílio José Ferreira. A paróquia de Salto Grande foi criada por provisão episcopal da Santa Sé Apostólica do bispado de Botucatu em 6 de setembro de 1912 e assinada pelo bispo Dom Lúcio. O primeiro vigário da paróquia foi o Padre José Maria Pereiara Marinho.
Como se sabe, a chegada do desenvolvimento no município foi um pouco tardia, chegando somente em meados dos anos 20, assim como na maioria do estado. O município passou por períodos bem agitados entre 1912 e 1920, causando um grave retrocesso em seu desenvolvimento. A grande causa para tal foi o surto da malária e da febre amarela, que se alastrou pela região e, em Salto Grande, atingiu níveis devastadores, chegando a eliminar famílias inteiras. Após este período a cidade voltou a crescer.
Tanto que, no ano de 1922, o município recebeu a visita do Dr. Washington Luís e foi presenteado com a instalação da comarca, já reivindicada pelo jornalista Miguel Farah, que exercia grande influencia política, tanto na cidade, quanto na região.

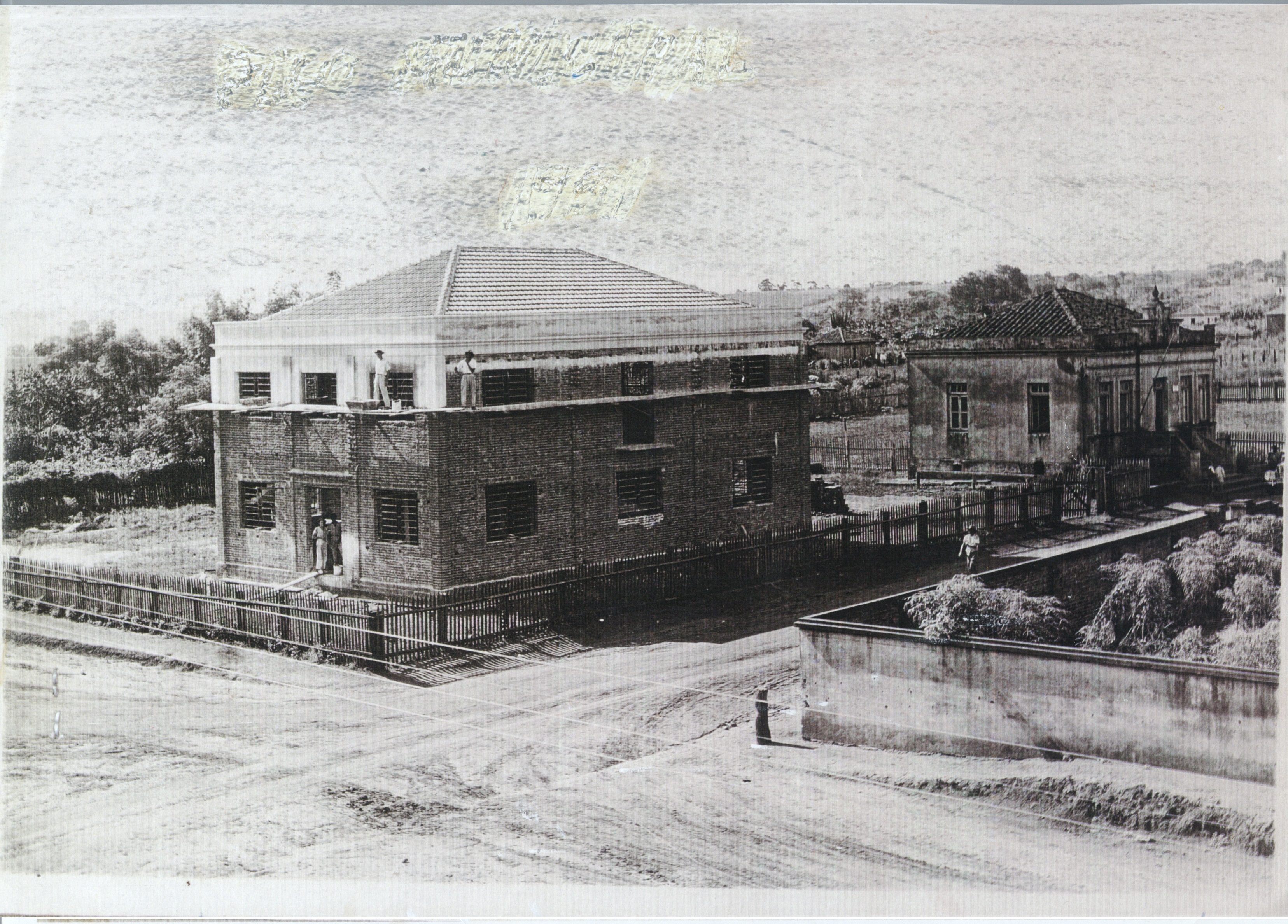
Construção da Prefeitura, em 1920.

Também no ano de 1922, foi construída a Ponte Pênsil, que era uma ponte que ligava a cidade a Ilha de Salto Grande, que na época, era uma das maiores atrações da cidade. No entanto, por um erro técnico, a ponte acabou ruindo em 1924, sendo agora a travessia feita por uma balsa, pertencente à Prefeitura Municipal. Pouco tempo depois a balsa também afundou e a prefeitura não se interessou em comprar outra, pois a comunicação entre os estados de São Paulo e Paraná passou a ser feita pelo Porto de Santa Emília. Sendo assim, Salto Grande se tornou um grande ponto comercial, pois se tornara parada obrigatória de viajantes vindos de outras regiões, já que o porto ficava somente a 5 km da cidade.
Outro ponto que também influenciou a cidade em sua ascensão comercial foi, sem duvida, a Estrada de Ferro Sorocabana (principal via de transporte da região na época), pois Salto Grande, de 1910 a 1912, ficou como ponto final de linha, tornando a cidade o mais importante centro comercial da região. A luz elétrica só foi instalada em Salto Grande em 1924, gerada por meio de uma caldeira a vapor que acionava um gerador, proporcionando assim a energia. Com isso, foi possível a instalação de um pequeno Cinema num barracão de madeira, sendo ele ainda mudo (o cinema falado só havia sido criado em 1927), mas contava com uma orquestra que fazia um fundo musical, de acordo o filme.
A energia também estimulou a implantação de uma grande serraria, pertencendo a José Giorgi, e proporcionando mais desenvolvimento e organização para cidade. O primeiro telefone chegou à cidade de Salto Grande na década de 1920, ligando-se a cidade de Santa Cruz do Rio Pardo e passando pela fazenda do Coronel Cândido. Após alguns anos, foi instalado um Centro Telefônico da cidade.No ano de 1952, o padre Segundo Piotti teve a ideia de começar uma peregrinação em homenagem a N. Sra do Patrocínio (padroeira do município), que, mais tarde, se tornaria a tradicional procissão de barcos, realizada anualmente na cidade. Na época, os fieis acompanhavam a imagem a pé até Pau DÁlho (Ibirarema) e também em Comunidades mais distantes.

### Revoluções
Salto Grande, por ser divisa entre os estados de São Paulo e Paraná, sofreu muito com as revoluções de 1924 e 1932.

#### Revolução de 1924
Em 1924, chega à cidade o trem que transportava a tropa dos revolucionários, trazendo na frente da locomotiva uma estampa de uma caveira, denominada “coluna da morte”, que em geral servia para intimidar os habitantes. Tais rebeldes, comandados pelo Tenente João Cabanas, ocuparam a cidade, prendendo as autoridades e soltando os presos da cadeira municipal.
A população que ali residia presenciou cenas de vandalismo, destruição, saques, roubos e ainda eram obrigadas a cavar trincheiras para os revolucionários. Qualquer tentativa de resistência era inútil, vendo que os revolucionários estavam fortemente armados. Tal revolução trouxe grandes prejuízos para a cidade e também para o Estado, pois os rebeldes, perseguidos pelas tropas oficiais, dirigiram-se para Mato Grosso, mas antes destruíram a ponte sobre o Canal do Inferno, impedindo a travessia para o Paraná, fato que frustrou toda a população da região. A Estrada de Ferro Sorocabana foi uma das maiores vítimas dessa retirada revolucionária, tendo várias estações quebradas e saqueadas.

#### Revolução de 1932
A Revolução de 1932 trouxe também grande insegurança e destruição para a cidade de Salto Grande. Durante vários dias ocorreram prisões, espancamentos e os saques se repetiram, trazendo enormes prejuízos para a cidade. Não satisfeitos, os rebeldes foram para as fazendas e pequenas propriedades rurais para saquear e roubar, muitas vezes queimando a casas. Os combates espalharam-se pela divisa do Estado até às vizinhas de Salto Grande, como Timburi, Itapeva, Buri, etc.

### A usina Hidrelétrica
A Usina Hidrelétrica de Salto Grande, hoje com o nome de Usina Governador Lucas Nogueira Garcez, foi construída no barramento do Rio Paranapanema e de seus afluentes, rio Novo e o Ribeirão dos Bugres. A usina começou a ser construída em 1951 e foi finalizada em 1958. No ano de sua inauguração, 1959, ela contou com a presença do então presidente da época Juscelino Kubitschek. Para que a usina fosse construída em Salto Grande, uma vasta área teve de ser sacrificada em nome do progresso. Lugares pitorescos da região, como cascatas, cachoeiras, a ponte do Canal do Inferno, o Castelo Branco, a antiga ponte pênsil e varias outras belezas da cidade, foram cobertos pelas águas. Porém, a usina foi à chave, o grande passo, para o progresso do município e de toda a região, pois, além da oferta de energia acelerar o desenvolvimento industrial e a eletrificação de atividades rurais, foi a primeira usina hidrelétrica planejada e executada com recursos nacionais em São Paulo. Com a construção da usina, a estrada de ferro teve de ser desviada, pois as água atingiam os trilho. Salto Grande representou um marco significativo na história do desenvolvimento paulista e brasileiro, produzindo Know-how, além de energia elétrica. Com a chegada da usina, além de levar energia elétrica à população do campo e da cidade, hoje o turismo é um grande incentivo para o seu desenvolvimento, pois a Usina é um dos principais atrativos turísticos da cidade e fonte de recursos econômicos do município.